# Auerbach in der Oberpfalz
Auerbach in der Oberpfalz este un oraș din districtul Amberg-Sulzbach, regiunea administrativă Palatinatul Superior, landul Bavaria, Germania.

## Obiective turistice
- Mănăstirea benedictină Michelfeld: fondată în anul 1119 de către episcopul Otto. Secularizată în anul 1803. Actuala biserica barocă a fost construită în prima jumătate a secolului al XVIII-lea.